# Spahići (Bihács)
Spahići falu Bosznia-Hercegovinában, Bihács községben, a Bosznia-hercegovinai Föderáció Una-Szanai kantonjában.

## Fekvése

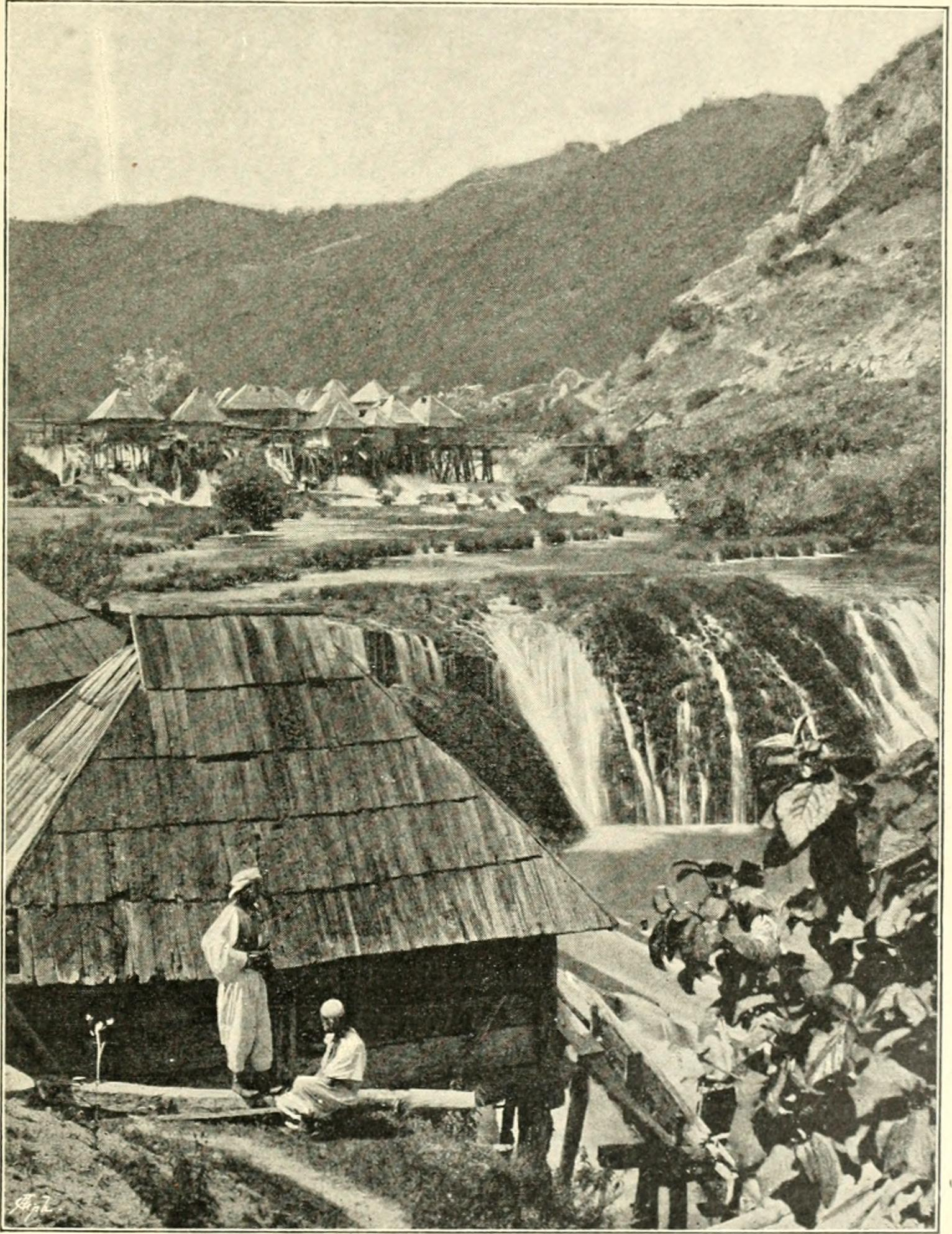
Malom Spahićiben az 1890-es évenben. Ekkor állítólag 14 vizimalom működött a településen

Bihács központjától légvonalban 7, közúton 11 km-re északkeletre, részben az Una jobb partján, részben a Grmeč-hegység Spahić glavica (495 m) nevű csúcsa alatti karsztfennsíkon fekszik ott, ahol a hegy lejtője véget ér. Az Una völgyében a települést a Bunar és Čatrnja forrásai látják el vízzel. Házait gyümölcsösök övezik.

## Népessége
| Nemzetiségi csoport | Népesség 1991 | Népesség 2013 |
| ------------------- | ------------- | ------------- |
| Szerb               | 0             | 0             |
| Bosnyák             | 611           | 442           |
| Horvát              | 0             | 1             |
| Jugoszláv           | 0             | 0             |
| Egyéb               | 55            | 7             |
| Összesen            | 666           | 450           |

## Története
A környék több településéhez hasonlóan Spahići felett és az Una-fennsík szélén is őskori települések maradványait találták. A Palanki nevű helyen a török hódítás előtt is volt templom. A falu felett egy dombon egy romos torony alapjai láthatók. Ez lett volna Spaha tornya, amelyet a Radićban és Zalozjében lévőkhöz hasonlóan állítólag Stojan Janković gyújtott fel.
Annak a bizonyos Spahának, akinek Janković állítólag felgyújtotta a tornyát, a léte nem tisztázott. Azt mondják, egy leszármazottja utána Gradiškában maradt. Azonban nem igazolja semmilyen forrás, hogy a mai lakosság ettől a személytől származott volna. Néhányan azt mondják, hogy „Itedanból”, négyen pedig hogy Anadolból jöttek. A többiek származásáról még ennyit sem lehet tudni.
Lakói mezőgazdasággal és állattenyésztéssel egyaránt foglalkoztak, majd később tevékenységük inkább a mezőgazdaság felé irányult. Az Unán több vizimalom is üzemelt. A két világháború között sokan
Belgrádba mentek dolgozni, ahol a belgrádi házépítésekben segédkeztek. A kitelepített családokra emlékeztetnek a Sekulića kućište, Radetina brdo, Savina njiva és Vukovića strana helynevek.

## Nevezetességei
Zapatak nevű településrészén őskori erődített település nyomait találták. A település platója egy 140x50 méteres területet képez, melyet a magaslat többi részétől egy széles és mély árok választ el. További erődítéseknek nincs nyoma. Korát a bronz, vagy a vaskorra teszik.